# Yvette Nicole Brown
Yvette Nicole Brown (East Cleveland, 12 augustus 1971) is een Amerikaans actrice. Brown heeft rollen gehad in vele televisieseries en reclamespotjes, waaronder The War At Home, Malcolm in the Middle, Community en That's So Raven. Ze heeft hiernaast een terugkerende rol als eigenaar van een bioscoop als "Helen Dubois" in de televisieserie Drake & Josh. Na dat kreeg ze een vervolg als Helen Dubois in de series Victorious & Game Shakers. Ze was te zien in de film The Island als een zuster. Hiernaast was ze nog te zien in reclamespotjes van Big Lots, Pine-Sol, Home Depot, Aquapod, Shout, Dairy Queen en Time Warner.

## Filmografie

### Films
- Inside Out 2 (2024, stem)
- Disenchanted (2022)
- LEGO Star Wars Summer Vacation (2022, stem)
- DC League of Super-Pets (2022, stem)
- Muppets Haunted Mansion (2021)
- Lady and the Tramp (2019)
- Avengers: Endgame (2019)
- Percy Jackson: Sea of Monsters (2013)
- Repossession Mambo (2009)
- The Ugly Truth (2009)
- Hotel for Dogs (2009)
- (500) Days of Summer(2009)
- Merry Christmas, Drake & Josh as Helen (2008)
- Tropic Thunder (2008)
- Meet Dave (2008)
- The Neighbor (2008)
- Dreamgirls (2006)
- The Island (2005)
- The Kid & I (2005)
- Little Black Book (2004)

### Televisieseries
- Game Shakers
- Victorious
- Entourage (2007)
- The Office (2007)
- American Bodyshop (2007)
- The Office US (2005)
- That's So Raven (2005)
- Drake & Josh (2004-2007)
- The Big House (2004)
- Sleeper Cell
- House
- Two and a Half Men
- Curb Your Enthusiasm
- Spider-Man (2020, stem)
- Half & Half
- Girlfriends
- 7th Heaven
- The War At Home
- That 70's Show
- Hot Properties
- Malcolm In The Middle
- American Body Shop
- Pepper Dennis
- True Jackson, VP
- Community